# Theater Altenburg Gera

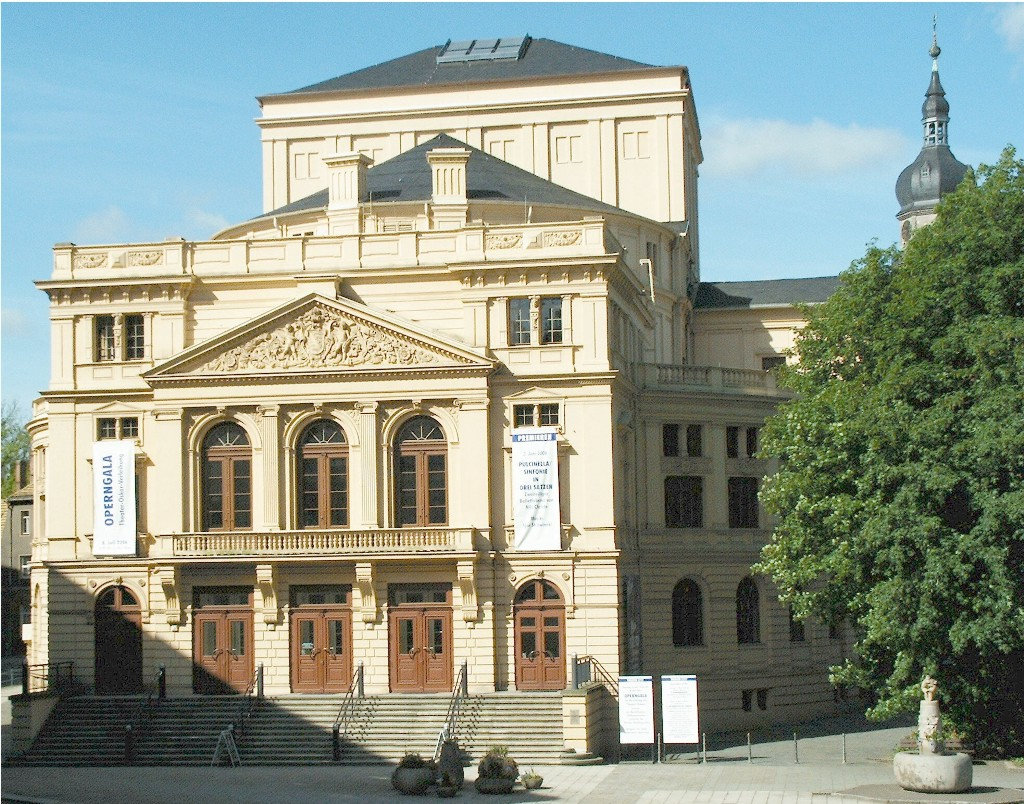
Landestheater Altenburg

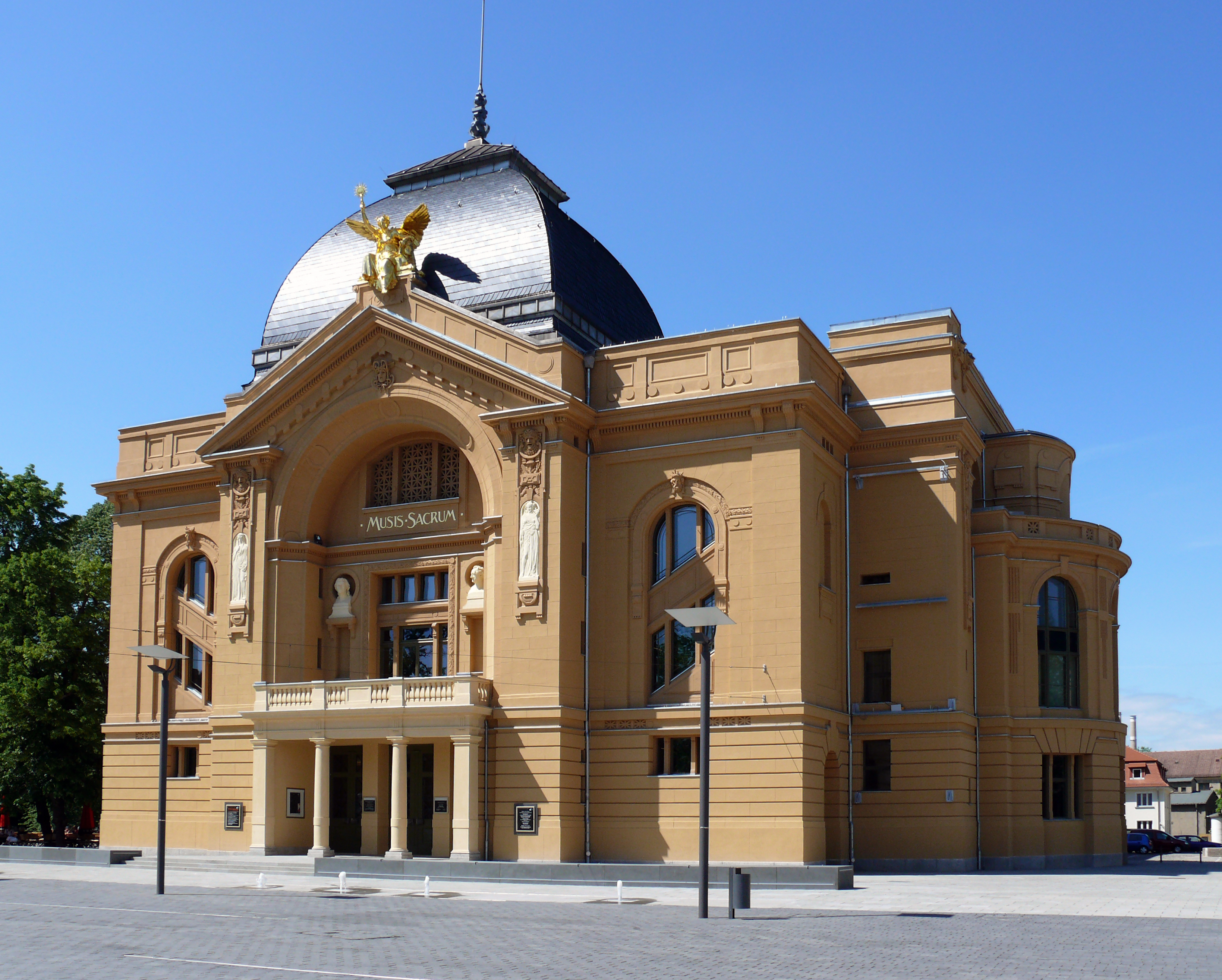
Theater Gera, Großes Haus

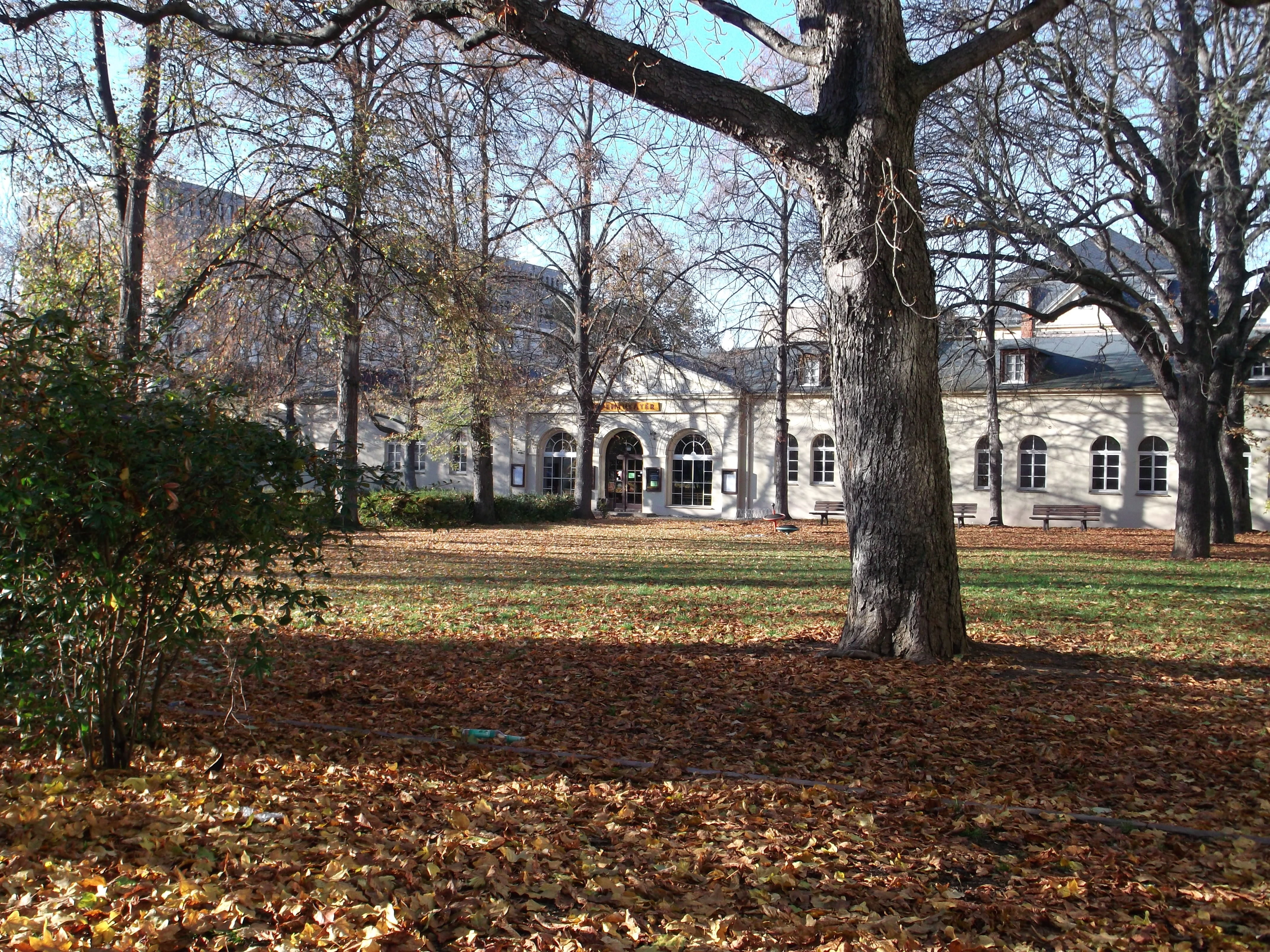
Puppentheater Gera (zeitweise „Kleines Theater im Zentrum“)

Die Theater Altenburg Gera GmbH ist ein Fünfspartentheater im Freistaat Thüringen, das aus der Fusion des Landestheaters Altenburg mit den Bühnen der Stadt Gera im Jahr 1995 entstand. Der ursprüngliche Name nach der Fusion war „Altenburg-Gera Theater GmbH“. 2006 erfolgte die Umbenennung in „TPT Theater&Philharmonie Thüringen GmbH“. Ab 2019 firmiert das Theater unter Theater Altenburg Gera. Generalintendant und künstlerischer Geschäftsführer ist seit 2011 Kay Kuntze, seit 2012 auch Operndirektor, kaufmännischer Geschäftsführer seit 2015 Volker Arnold, Generalmusikdirektor des Philharmonischen Orchesters Altenburg Gera seit 2020 Ruben Gazarian, Schauspieldirektor seit 2017 Manuel Kressin, Leiterin des Puppentheaters seit 2023 Susanne Koschig, Ballettdirektorin seit 2011 Silvana Schröder. Seit 1. Januar 2013 firmiert die Ballettsparte als Thüringer Staatsballett. Mit circa 150.000 Besuchern jährlich ist es das Theater mit den meisten Zuschauern in Thüringen.

## Intendanzen
- 1995 bis 1996 Michael Schindhelm
- 1996 bis 2000 Michael Grosse
- 2000 bis 2004 René Serge Mund
- 2004 bis 2006 Eberhard Kneipel
- 2006 bis 2011 Matthias Oldag
- Seit 2011 Kay Kuntze

## Theater Altenburg
Das Große Haus wurde 1869 bis 1871 nach einem Entwurf des Architekten Otto Brückwald im Stile der Neorenaissance gebaut und am 16. April 1871 mit „Der Freischütz“ von Carl Maria von Weber eingeweiht. 1904/1905 wurde es noch einmal umgebaut und bekam dadurch seinen markanten Vorbau. Im Jahre 1947 erhielt das Theater eine Drehbühne. Die Kapazität des großen Saals beträgt 492 Plätze. Im Jahr 1995 wurde das Theater komplett renoviert. Weitere Spielstätten sind das Theater unterm Dach und das Heizhaus. Seit September 2019 ist das Theater wegen Sanierungsarbeiten geschlossen. Als Interim-Spielstätte wurde das Altenburger Theaterzelt auf der großen Festwiese etabliert.

## Theater Gera
In Gera werden vier Häuser bespielt (Großes Haus, Bühne am Park, Puppentheater und die TheaterFABRIK in der Tonhalle). Das Große Haus wurde nach einem Entwurf des Architekten Heinrich Seeling erbaut und am 20. Oktober 1902 eingeweiht. Das Theater hat einen Theatersaal mit 552 Plätzen und einen Konzertsaal mit 812 Plätzen, in dem sich eine Sauer-Orgel befindet.
In den Jahren 2005 bis 2007 wurde das Gebäude einer umfassenden Gesamtsanierung, Restaurierung, Rekonstruktion und Modernisierung unterzogen. Der als Interimsspielstätte genutzte moderne Anbau des Geraer Architekten Klaus Sorger aus dem Jahre 2005 mit einer Werkstattbühne, Kantine und Büroräumen wird heute als Studiobühne („Bühne am Park“) weitergenutzt.